# Бродівська гімназія
Бро́дівська гі́мназія і́мені І́вана Тру́ша — навчальний заклад для отримання середньої освіти з профільним навчанням у м. Броди на Львівщині.

## Історія
У 1817 році на кошти єврейської громади міста Броди була відкрита трикласна «Юдейська реальна школа». Після реформи освітніх закладів Австрійської імперії, розпочатої 1851 року, «Юдейську реальну школу» було реорганізовано в «Цісарсько-королівську трикласну нижчу реальну школу в Бродах». Для школи було споруджено окрему будівлю поблизу Новоміської площі (нині — приміщення центральної районної бібліотеки).

### Цісарсько-королівська гімназія імені кронпринца Рудольфа у Бродах
У 1865 році австрійський уряд реформував нижчу реальну школу на «Цісарсько-королівську чотирикласну реальну гімназію», яка в 1869 році вже була чотирикласною.
1875 року Міністерство освіти Австрії видало розпорядження, згідно з яким нижча гімназія у Бродах була реорганізована у вищу гімназію з поступовим відкриттям нових класів. 1879 року Броди вже мали восьмирічну гімназію, що утримувалася коштом міської громади. Тоді заклад мав назву «Ц. К. Реальна і міська вища гімназія». 1 січня 1879 року гімназія перейшла на державне утримання та мала назву «Цісарсько-королівська реальна і вища гімназія». 10 травня 1881 року, згідно з угодою між австрійським урядом та гміною Бродів, під сучасний будинок гімназії був закладений наріжний камінь. Відтак навчальний заклад отримав ім'я кронпринца Рудольфа — «Ц. К. вища реальна гімназія імені архікнязя Рудольфа» (нім. «R.R. Rudolfs Real-und Obergymnasium»). Навчання в новому приміщенні розпочалось з вересня 1883 року.

#### Директори
- Едвард Шірмер

#### Викладачі
- Іван Вербицький — професор історії, директор, син автора національного гімну о. Михайла Вербицького від першого шлюбу[1].
- Юліан Дзерович — катехит гімназії.
- Ілля Кокорудз — український галицький педагог, професор, дійсний член Наукового товариства імені Шевченка, товариства «Просвіта», «Руського клубу», голова «Руської Бесіди» (1920—1932), товариства «Рідна школа У. П. Т.», один із засновників товариства «Учительська громада».
- Филимон Мелянко — викладач грецької та латинської мов, префект української бурси.
- Василь Санат — професор математики.
- Іван Созанський — професор української мови.
- Василь Щурат — вчителював у 1901—1907 роках.

#### Випускники
- Натан Ґельбер
- Вавжинець Дайчак
- Йосип Застирець
- Адам Левак
- Овчарський Яків-Броніслав
- Юліан Павликовський
- Антон Попель[2].
- Йозеф Рот
- Мирон Тарнавський
- Іван Труш
- Микола Федюк
- Цегельський Михаїл

#### Навчалися
- Микола Андрусяк
- Федір Бортник
- Павло Дубас
- Северин Левицький
- Осип Роздольський
- Ян Стика

### Державна гімназія імені Юзефа Коженьовського

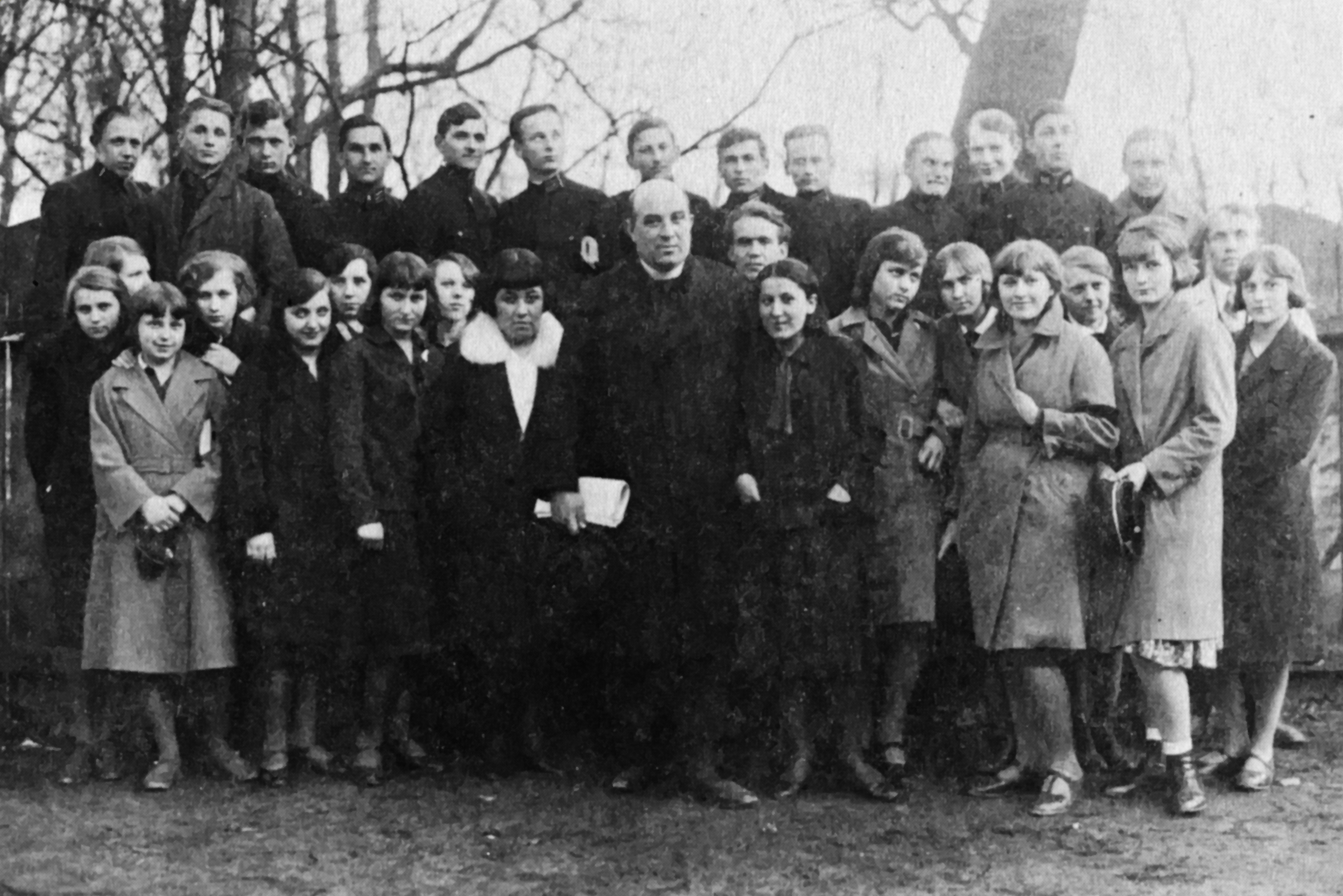
Студентський хор під орудою свого катехита о. Михайла Осадци 1931 р.

На початку 1919/1920 навчального року, коли Галичина і Волинь увійшли до складу Другої Речі Посполитої, гімназія у Бродах згідно з ухвалою Педагогічної Ради отримала назву «Державна гімназія ім. Юзефа Коженьовського» (пол. «Gimnazjum państwowe im. Józefa Korzeniowskiego w Brodach»). Через руйнування будинку гімназії в період першої світової, українсько-польської та радянсько-польської воєн (1914—1920) навчання проходило в будинку на вул. Валовій Малій, 18 (нинішня вул. Січових Стрільців). Від травня 1920 року навчання здійснювалось у відремонтованому будинку колишньої гімназії імені архікнязя Рудольфа. Від 1923 року до кінця 1932/1933 навчального року заклад був восьмирічною гімназією гуманітарного типу з чотирирічною підготовкою. Згідно з шкільними реформами у Польщі, гімназія поступово реалізовувала перехід до нової загальноосвітньої середньої школи. Тут діяло чимало різноманітних гуртків, працював краєзнавчий музей. З початком 1937/1938 навчального року розпочали реалізовувати другий етап шкільної реформи: створення загальноосвітнього ліцею. Від 1938 року заклад мав назву «Державний ліцей і гімназія ім. Ю. Коженьовського» (пол. «Państwowe Liceum i Gimnazjum im. J. Korzeniowskiego w Brodach»). 1939 року відбувся перший випуск державного ліцею.

#### Випускники
- Петро Полтава

#### Викладачі
- о. Михайло Осадца
- Микола Федюк

### Середня школа №5 міста Броди
У вересні 1939 року, з приходом на територію Західної України більшовиків, польську державну гімназію було закрито. На базі закритого навчального закладу було створено Бродівську середню школу № 5 з українською мовою навчання, яка проіснувала до червня 1941 року.

### Середня школа №1 міста Броди
1 вересня 1945 року у понищеному війною місті розпочався перший повоєнний навчальний рік у єдиній бродівській семирічній середній школі № 2 з російською мовою навчання, що містилася поряд в будівлі колишньої торгово-промислової палати (нині — початкові класи Бродівської середньої школи № 1). З січня 1946 року у відремонтованій будівлі гімназії відновився навчальний процес бродівської середньої школи № 1 з українською мовою навчання.

#### Відомі випускники
- Ярослав Дутчак
- Олег Панькевич
- Богдан Романець
- Ірина Сех

### Бродівська гімназія імені Івана Труша
Згідно з рішенням Бродівської районної державної адміністрації від 4 серпня 1997 року, Бродівську середню школу № 1 реорганізовано у Бродівську гімназію, а 15 березня 1999 року гімназії присвоєно ім'я Івана Труша.
23 вересня 2020 року колектив Бродівської гімназії імені Івана Труша відзначили грамотою Верховної Ради України «За заслуги перед Українським народом». Грамоту за підписом голови Верховної Ради України Дмитра Разумкова, директору гімназії Руслану Шишці вручив народний депутат України Михайло Бондар.

#### Директори
- Присяжнюк Надія Михайлівна
- Шишка Руслан Володимирович
- Мельник Юрій Володимирович
- Кіт Ярослав Ярославович

## Галерея

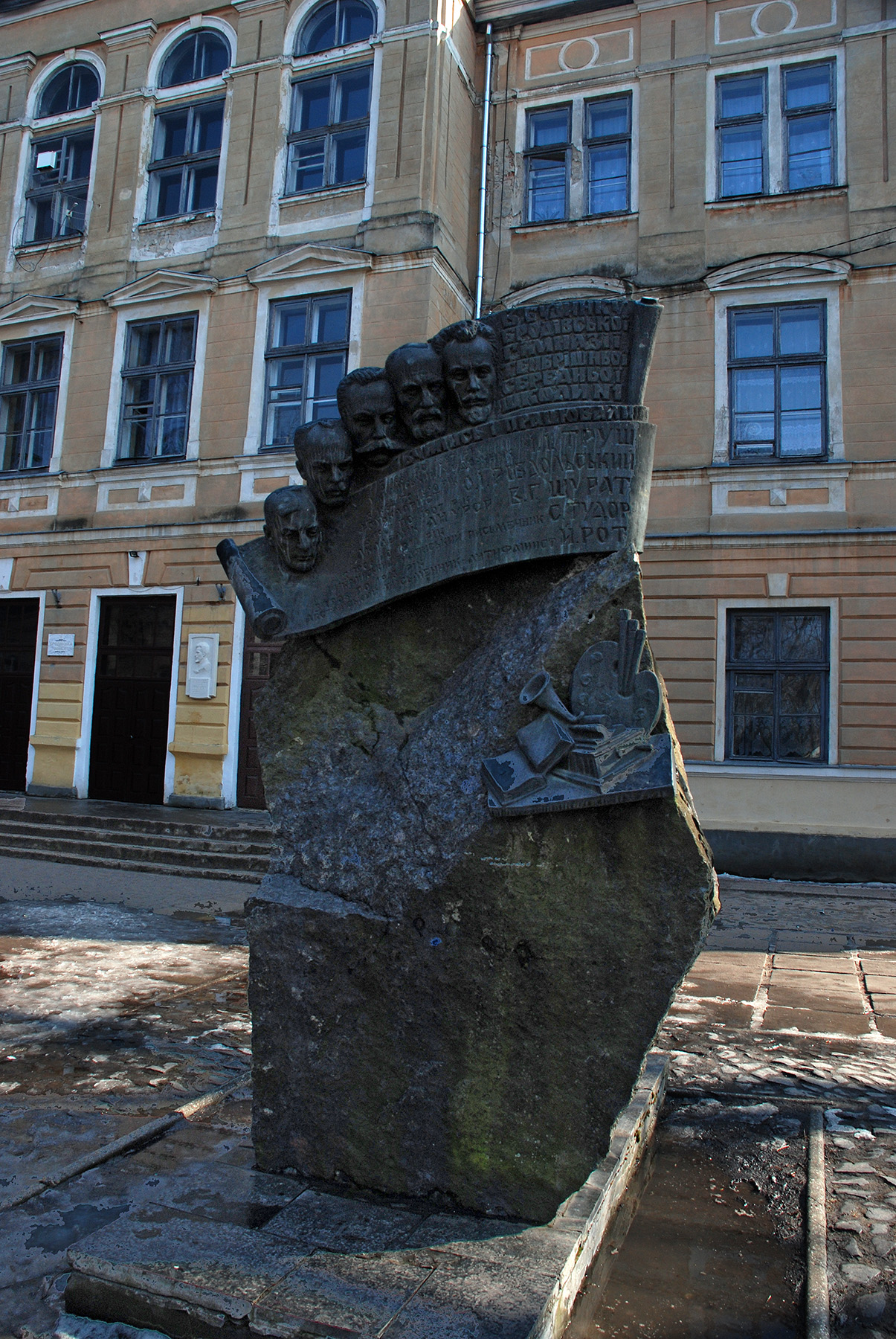
Пам'ятник Видатним учням і викладачам Бродівської гімназії
Меморіальна таблиця генералу УГА Миронові Тарнавському
Меморіальна таблиця художнику Іванові Трушу
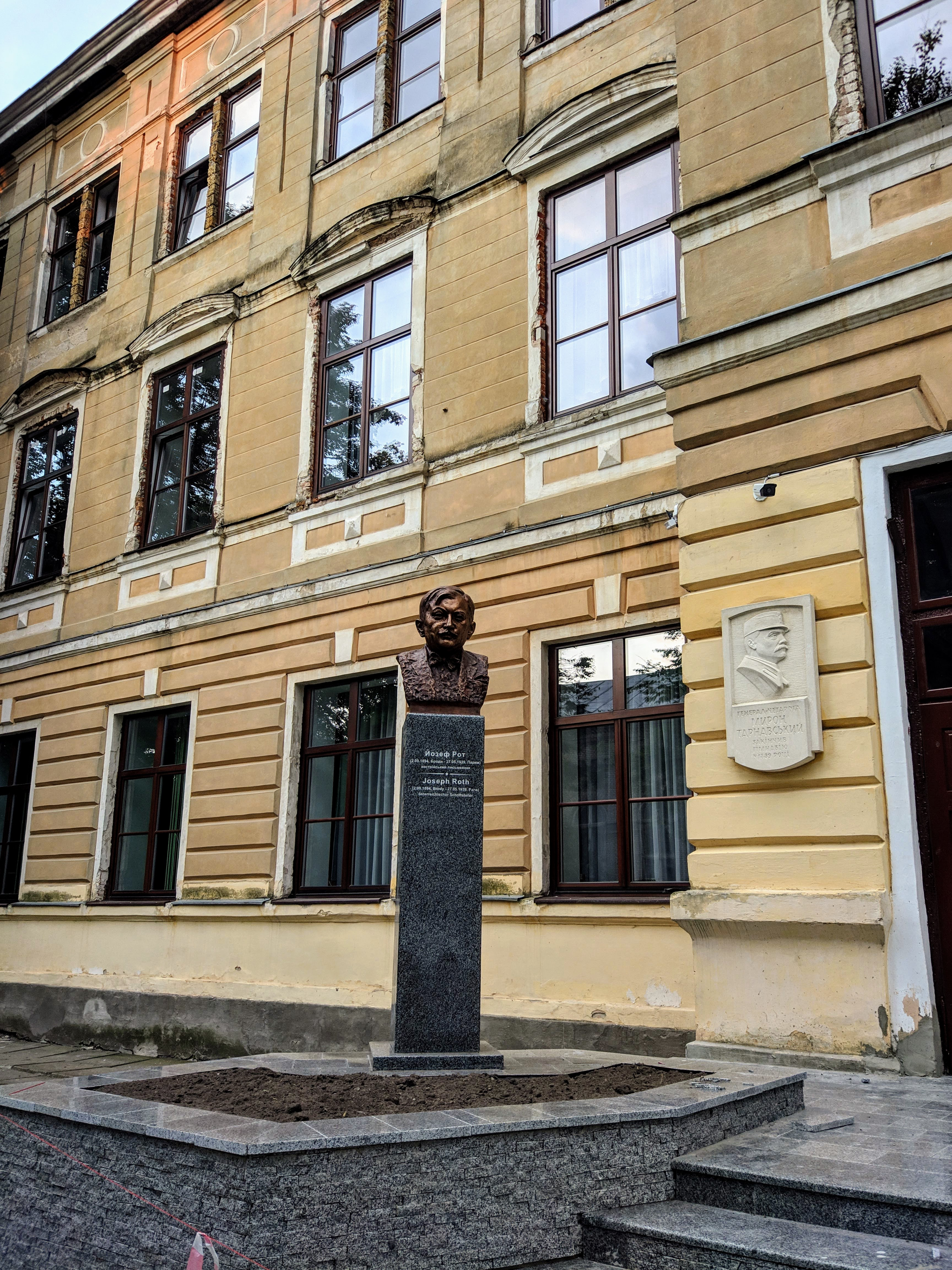
Пам'ятник Йозефу Роту